# Fabriciana martini
Fabriciana martini är en fjärilsart som beskrevs av Reuss 1922. Fabriciana martini ingår i släktet Fabriciana och familjen praktfjärilar. Inga underarter finns listade i Catalogue of Life.